# Volksabstimmungen in der Schweiz 2005
Dieser Artikel bietet eine Übersicht der Volksabstimmungen in der Schweiz im Jahr 2005.
In der Schweiz fanden 2005 auf Bundesebene fünf Volksabstimmungen statt, im Rahmen dreier Urnengänge am 5. Juni, 25. September und 27. November. Dabei handelte es sich um vier fakultative Referenden und eine Volksinitiative.

## Abstimmungen am 5. Juni 2005

### Ergebnisse
| Nr. | Vorlage | Art | Stimm- berechtigte | Abgegebene Stimmen | Beteiligung | Gültige Stimmen | Ja        | Nein      | Ja-Anteil | Nein-Anteil | Stände | Ergebnis |
| --- | --- | --- | ------------------ | ------------------ | ----------- | --------------- | --------- | --------- | --------- | ----------- | ------ | -------- |
| 517 | Bundesbeschluss vom 17. Dezember 2004 über die Genehmigung und die Umsetzung der bilateralen Abkommen zwischen der Schweiz und der EU über die Assoziierung an Schengen und an Dublin | FR  | 4'837'844          | 2'739'694          | 56,63 %     | 2'704'302       | 1'477'260 | 1'227'042 | 54,63 %   | 45,37 %     | –      | ja       |
| 518 | Bundesgesetz vom 18. Juni 2004 über die eingetragene Partnerschaft gleichgeschlechtlicher Paare (Partnerschaftsgesetz)                                                                | FR  | 4'837'844          | 2'733'838          | 56,51 %     | 2'687'368       | 1'559'848 | 1'127'520 | 58,04 %   | 41,96 %     | –      | ja       |

### Abkommen zu Schengen und Dublin
In der Schlussakte zu den bilateralen Verträgen vereinbarten die Schweiz und die Europäische Union die Aufnahme von Verhandlungen in weiteren Bereichen, die über die rein wirtschaftliche Zusammenarbeit hinausgehen. Die im Jahr 2004 abgeschlossenen Verhandlungen betrafen unter anderem den Beitritt der Schweiz zum Schengener Abkommen (Aufhebung der systematischen Personenkontrollen an den Grenzen der Mitgliedsländer bei gleichzeitiger Verschärfung der Kontrollen an den Grenzen zu Drittstaaten) und zur Dublin-II-Verordnung (Regelung der Zuständigkeit der Behandlung von Asylanträgen und Aufbau einer Fingerabdruck-Datenbank). Gegen den zustimmenden Beschluss des Parlaments brachten die AUNS und die SVP erfolgreich ein Referendum zustande. Unterstützung erhielten sie von kleinen Rechtsaussenparteien. Ihrer Meinung nach ermögliche das Schengener Abkommen die ungehinderte Einreise von Kriminellen und stelle einen inakzeptablen Souveränitätsverlust dar. Die bürgerlichen und linken Befürworter argumentierten, die beiden Abkommen seien wirkungsvolle Instrumente im Kampf gegen die internationale Kriminalität und den Asylmissbrauch. Sie würden zudem die flüssige Abwicklung des Grenzverkehrs gewährleisten, was insbesondere für die Wirtschaft und den Tourismus grosse Vorteile bringe. Eine relativ knappe Mehrheit der Abstimmenden nahm die Vorlage an, wobei sich erneut ein tiefer europapolitischer Graben zwischen der Romandie und der Deutschschweiz bemerkbar machte.

### Eingetragene Partnerschaft
Als Folge des sozialen Wandels und des damit verbundenen Wertepluralismus veränderte sich auch in der Schweiz die Haltung gegenüber der Homosexualität. 1999 gab das EJPD einen Bericht in die Vernehmlassung, der mehrere Modelle zur rechtlichen Gleichstellung von homosexuellen Paaren zur Diskussion stellte. Dem Nationalrat ging dies zu langsam, weshalb er eine parlamentarische Initiative unterstützte, welche die Einführung der eingetragenen Partnerschaft forderte. Daraufhin erarbeitete der Bundesrat ein entsprechendes Gesetz, das im November 2002 vorlag. Mit diesem würden Lebensgemeinschaften mit gegenseitigen Rechten und Pflichten begründet, die bezüglich Erbschaften, Sozialversicherungen und beruflicher Vorsorge gleich behandelt werden wie die Ehe. Hingegen sollten gleichgeschlechtliche Paare weder gemeinsame Kinder adoptieren noch Verfahren der Fortpflanzungsmedizin in Anspruch nehmen dürfen. Gegen den entsprechenden Parlamentsbeschluss ergriffen die EDU und die EVP das Referendum. Unterstützung erhielten sie von der SVP, die in der Abstimmungskampagne jedoch kaum in Erscheinung trat. Das Referendumskomitee hielt das Gesetz für überflüssig; es setze falsche Signale bezüglich weiterer zu erwartender Liberalisierungsschritte und verursache zusätzlichen Verwaltungsaufwand. Zu den Befürwortern gehörten unter anderem die CVP und der Evangelische Kirchenbund. Sie betonten, dass das Gesetz weder die Ehe noch die traditionelle Familie gefährde. Vielmehr gehe es um die rechtliche Gleichstellung im Interesse von Staat und Gesellschaft. Fast drei Fünftel der Abstimmenden nahmen die Vorlage an, ablehnende Mehrheiten verzeichneten die Kantone Appenzell Innerrhoden, Jura, Schwyz, Tessin, Thurgau und Wallis.

## Abstimmung am 25. September 2005

### Ergebnisse
| Nr. | Vorlage | Art | Stimm- berechtigte | Abgegebene Stimmen | Beteiligung | Gültige Stimmen | Ja        | Nein      | Ja-Anteil | Nein-Anteil | Stände | Ergebnis |
| --- | --- | --- | ------------------ | ------------------ | ----------- | --------------- | --------- | --------- | --------- | ----------- | ------ | -------- |
| 519 | Bundesbeschluss über die Genehmigung und Umsetzung des Protokolls über die Ausdehnung des Freizügigkeitsabkommens auf die neuen EG-Mitgliedstaaten zwischen der Schweizerischen Eidgenossenschaft einerseits und der Europäischen Gemeinschaft und ihren Mitgliedstaaten andererseits sowie über die Genehmigung der Revision der flankierenden Massnahmen zur Personenfreizügigkeit | FR  | 4'852'658          | 2'634'131          | 54,51 %     | 2'605'826       | 1'458'686 | 1'147'140 | 55,98 %   | 44,02 %     | –      | ja       |

### Ausdehnung der Personenfreizügigkeit
Mit der EU-Erweiterung 2004 dehnte sich auch der Geltungsbereich der bilateralen Abkommen mit der Schweiz automatisch auf die neuen Gebiete aus. Davon ausgenommen war das Freizügigkeitsabkommen, das neu verhandelt werden musste. Die Europäische Union (EU) akzeptierte dabei eine siebenjährige Übergangsfrist bis 2011, während die Schweiz die bisherigen Arbeitsmarktbeschränkungen (Inländervorrang, Lohnkontrolle, aufsteigende Kontingente) gegenüber Personen aus den neuen Mitgliedstaaten beibehalten durfte. Ausserdem sollte bis 2014 eine Schutzklausel gelten, die es der Schweiz bei zu starker Zuwanderung erlauben würde, die Aufenthaltsbewilligungen zu beschränken. Das Parlament verschärfte zudem die flankierenden Massnahmen, um gegen Dumpinglöhne und Schwarzarbeit vorgehen zu können. Daraufhin ergriffen vier Komitees das Referendum. Unterstützung erhielten sie von den kleinen Rechtsaussenparteien und der SVP, die in ihrer Kampagne die Angst vor einer unkontrollierten Einwanderung schürten. Diese hätte dramatische Auswirkungen auf die Wirtschaft der Schweiz zur Folge und würde zu einer Überflutung der Sozialwerke führen. Die übrigen Parteien und fast alle grösseren Interessengruppen der Arbeitgeber und Arbeitnehmer setzten sich für die Vorlage ein. Die breitere Rekrutierungsbasis würde die Schweizer Wirtschaft stärken, hingegen drohe im Falle eines Neins die Kündigung der übrigen bilateralen Verträge durch die EU. Die flankierenden Massnahmen würden einen ausreichenden Schutz gegen missbräuchliche Löhne und Arbeitsbedingungen bieten. Eine relativ deutliche Mehrheit der Abstimmenden sprach sich für die Vorlage aus, wobei die kleineren Kantone der Zentralschweiz und das Tessin ablehnende Mehrheiten beisteuerten.

## Abstimmungen am 27. November 2005

### Ergebnisse
| Nr. | Vorlage                                                                                         | Art | Stimm- berechtigte | Abgegebene Stimmen | Beteiligung | Gültige Stimmen | Ja        | Nein      | Ja-Anteil | Nein-Anteil | Stände | Ergebnis |
| --- | ----------------------------------------------------------------------------------------------- | --- | ------------------ | ------------------ | ----------- | --------------- | --------- | --------- | --------- | ----------- | ------ | -------- |
| 520 | Bundesbeschluss über die Volksinitiative «für Lebensmittel aus gentechnikfreier Landwirtschaft» | VI  | 4'860'166          | 2'052'913          | 42,24 %     | 2'022'317       | 1'125'835 | 0'896'482 | 55,67 %   | 44,33 %     | 23:0   | ja       |
| 521 | Bundesgesetz über die Arbeit in Industrie, Gewerbe und Handel (Arbeitsgesetz)                   | FR  | 4'860'166          | 2'056'271          | 42,31 %     | 2'030'733       | 1'026'833 | 1'003'900 | 50,64 %   | 49,44 %     | –      | ja       |

### Gentechnik-Moratorium
Auch nach der 1992 erfolgten Annahme des Verfassungsartikels zur Gentechnik setzte sich die Diskussion um gentechnisch veränderte Organismen (GVO) fort, weshalb der Bundesrat die bisherige Gesetzgebung auf Lücken überprüfen liess. Nach intensiven Beratungen beschloss das Parlament ein gesondertes Bundesgesetz über die Gentechnik im Ausserhumanbereich. Im Verlaufe der Beratungen lehnte es jedoch sämtliche Anträge ab, die ein Moratorium für das Freisetzen und Inverkehrbringen von GVO forderten. Daraufhin reichte ein aus Bauern, Umweltschützern und Konsumentenschützern bestehendes Komitee im September 2003 eine Volksinitiative ein. Gemäss dieser sollte die Schweizer Landwirtschaft für die Dauer von fünf Jahren nach Annahme der Initiative gentechnikfrei bleiben. Gentechnisch veränderte Pflanzen und Tiere sollten weder eingeführt noch in Verkehr gebracht werden dürfen. Während sich die links-grünen Parteien vor allem grössere Transparenz und Sicherheit für die Konsumenten erhofften, lehnten EDU, EVP und Schweizer Demokraten die Gentechnik grundsätzlich ab. Auf Seiten der Initiativgegner standen FDP, CVP, SVP, LPS und die Wirtschaftsverbände. Sie waren der Ansicht, man solle der Landwirtschaft und den Konsumenten die Wahlfreiheit lassen und sich keine Optionen verbauen. Ein temporäres GVO-Verbot würde zudem den Forschungsstandort Schweiz schwächen und den Grundsatz der Wirtschaftsfreiheit einschränken. Eine Mehrheit der Abstimmenden und sämtliche Kantone nahmen die Vorlage an, wobei die Zustimmung in der Romandie und im Tessin besonders hoch war.

### Arbeitsgesetz
2003 nahm das Parlament eine parlamentarische Initiative von FDP-Nationalrat Rolf Hegetschweiler an, die eine Liberalisierung der Sortimentsbeschränkungen und der Ladenöffnungszeiten in den Bahnhof- und Flughafenarealen verlangte. Auslöser war ein Entscheid des Bundesgerichts, der das zulässige Sortiment dieser Geschäfte auf den «Reisebedarf» beschränkt hatte. Die nationalrätliche Kommission für Wirtschaft und Abgaben schlug daraufhin vor, dass in bedeutenden Bahnhöfen und Flughäfen bis 23 Uhr und an Sonntagen bewilligungsfrei Personal beschäftigt werden darf. In der Debatte scheiterte die SP sowohl mit dem Antrag auf Nichteintreten als auch mit dem Antrag, die Sonntagsarbeit nur für Betriebe mit einem Gesamtarbeitsvertrag zuzulassen. Gegen die vom Parlament beschlossene Revision des Arbeitsgesetzes ergriffen der Schweizerische Gewerkschaftsbund und Travail.Suisse das Referendum. Unterstützung erhielten sie von linken Parteien, EDU, EVP, Teilen der CVP sowie protestantischen und katholischen Organisationen.  Sie stellten die Revision als Anfang vom Ende des allgemeinen Arbeitsverbots an Sonntagen dar; Sonntagsarbeit müsse deshalb eine bewilligungspflichtige Ausnahme bleiben. Die Befürworter bezeichneten die Liberalisierung als Anpassung an geänderte Lebensgewohnheiten, die einem Bedürfnis der Konsumenten entspräche. Ebenso sichere sie Arbeitsplätze und fördere den öffentlichen Verkehr. Eine äusserst knappe Mehrheit der Abstimmenden sprach sich für die Revision aus, wobei die Zustimmung in städtischen Gebieten besonders hoch war.